# Rito funebre etrusco

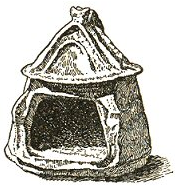
Incisione su un esemplare di capanna-urna

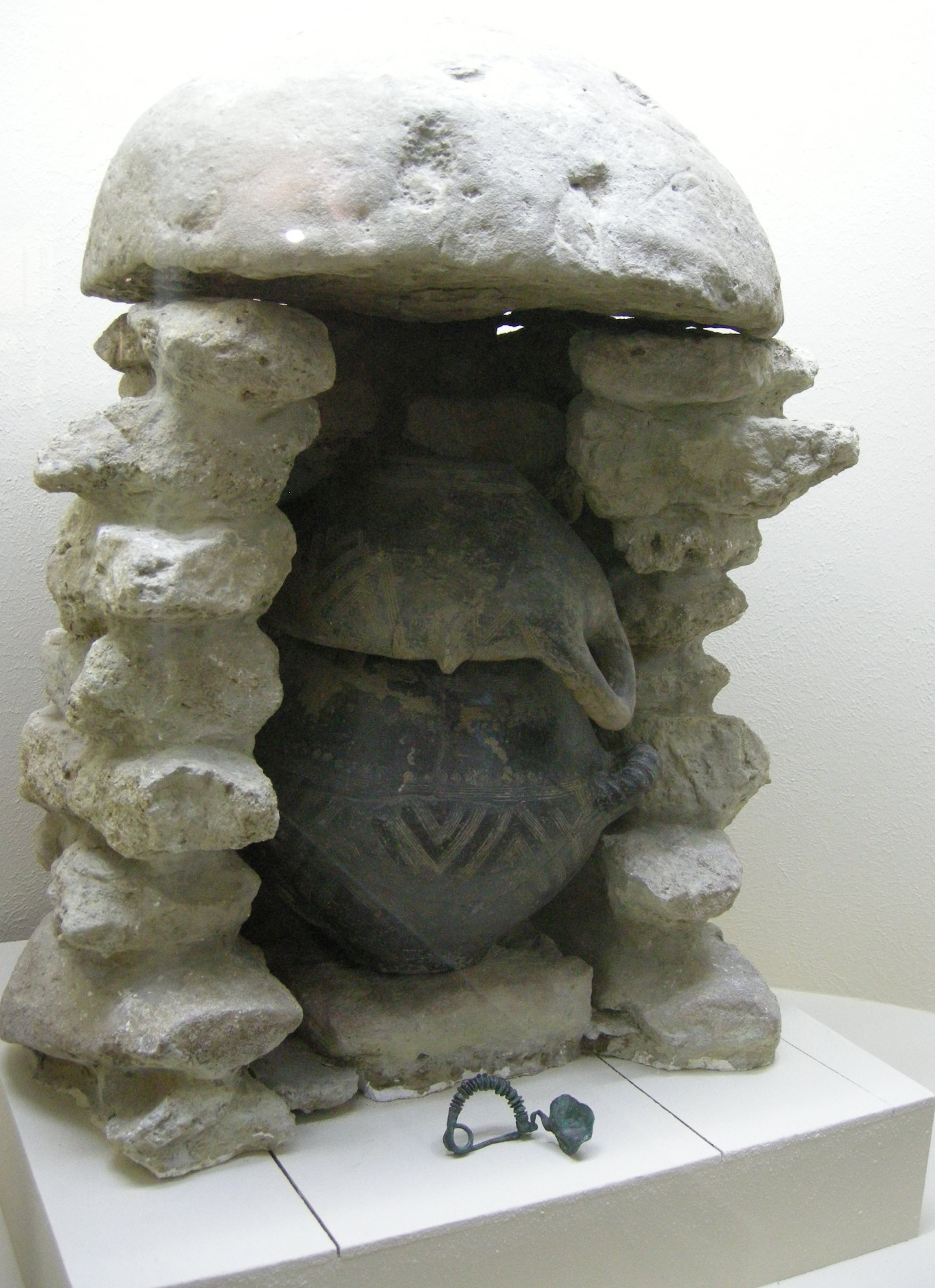
Urna biconica nel pozzo in pietra (ricostruzione al Museo Guarnacci di Volterra)

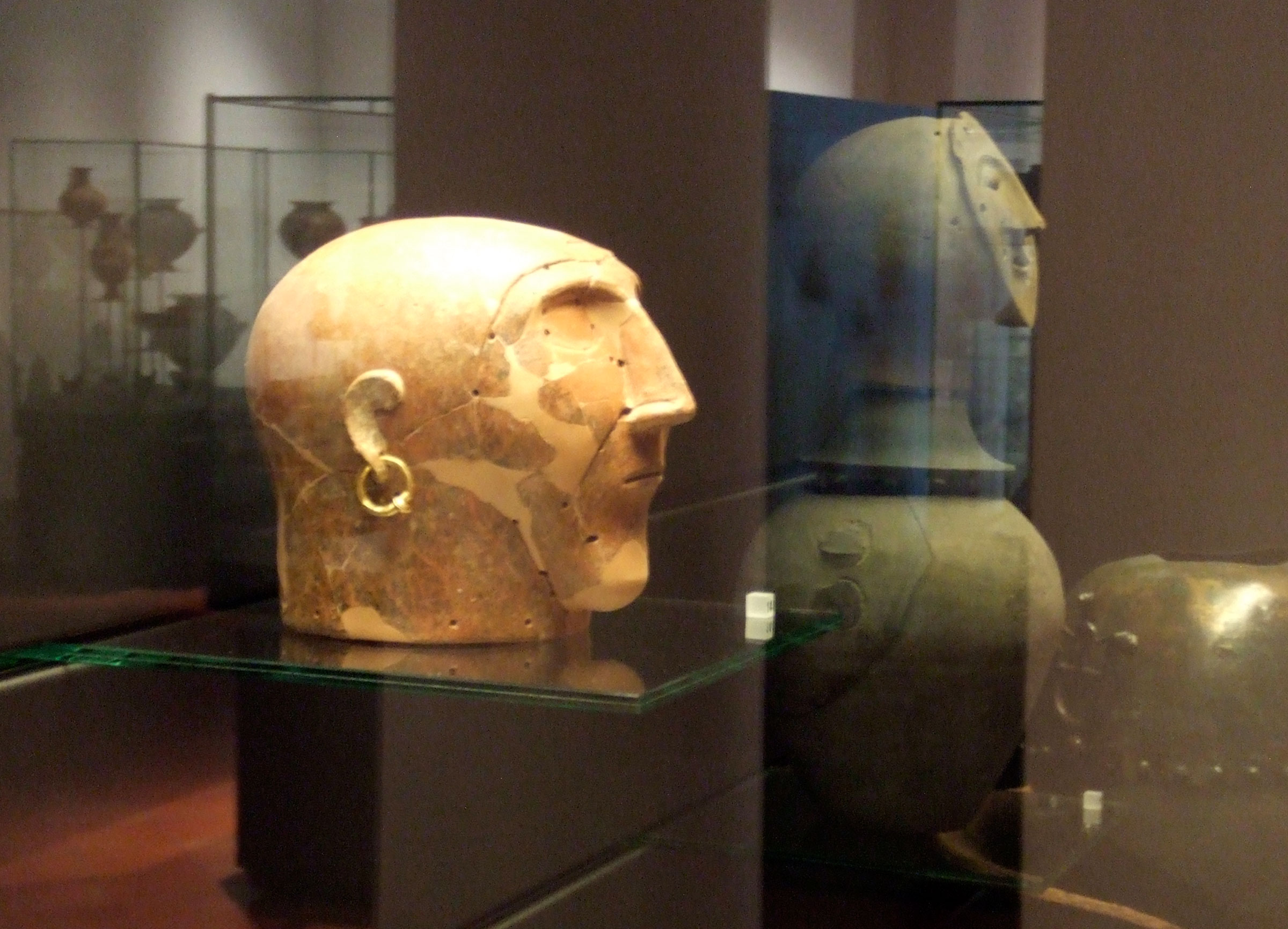
Teste di canopi

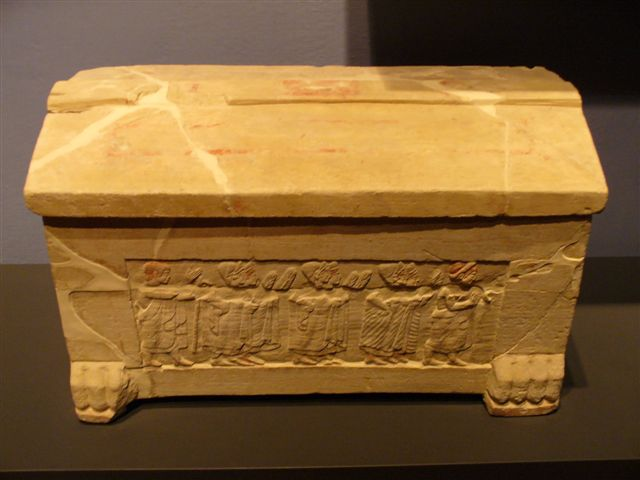
Sarcofago architettonico con bassorilievo figurato

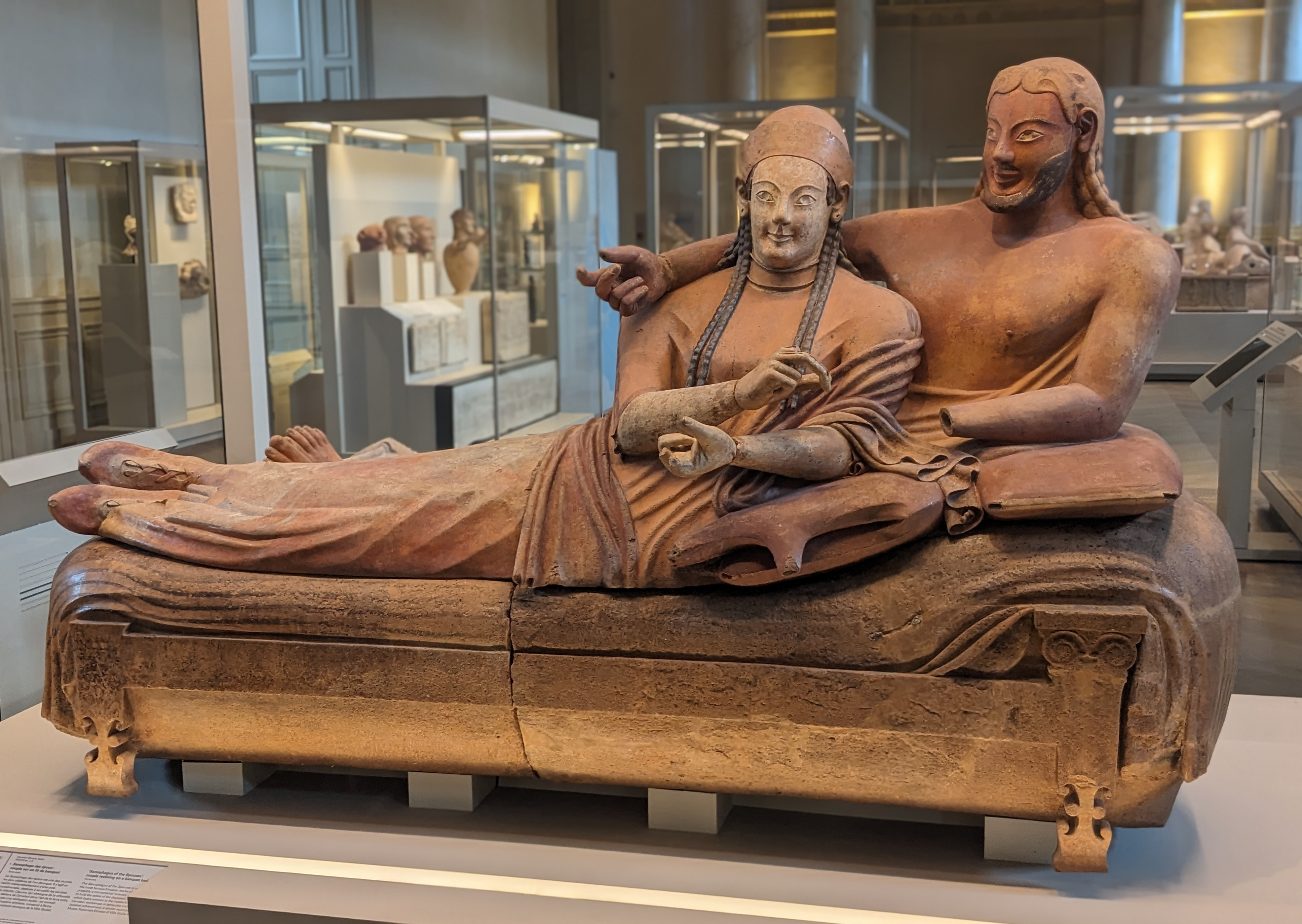
Grande sarcofago figurato detto “degli Sposi”

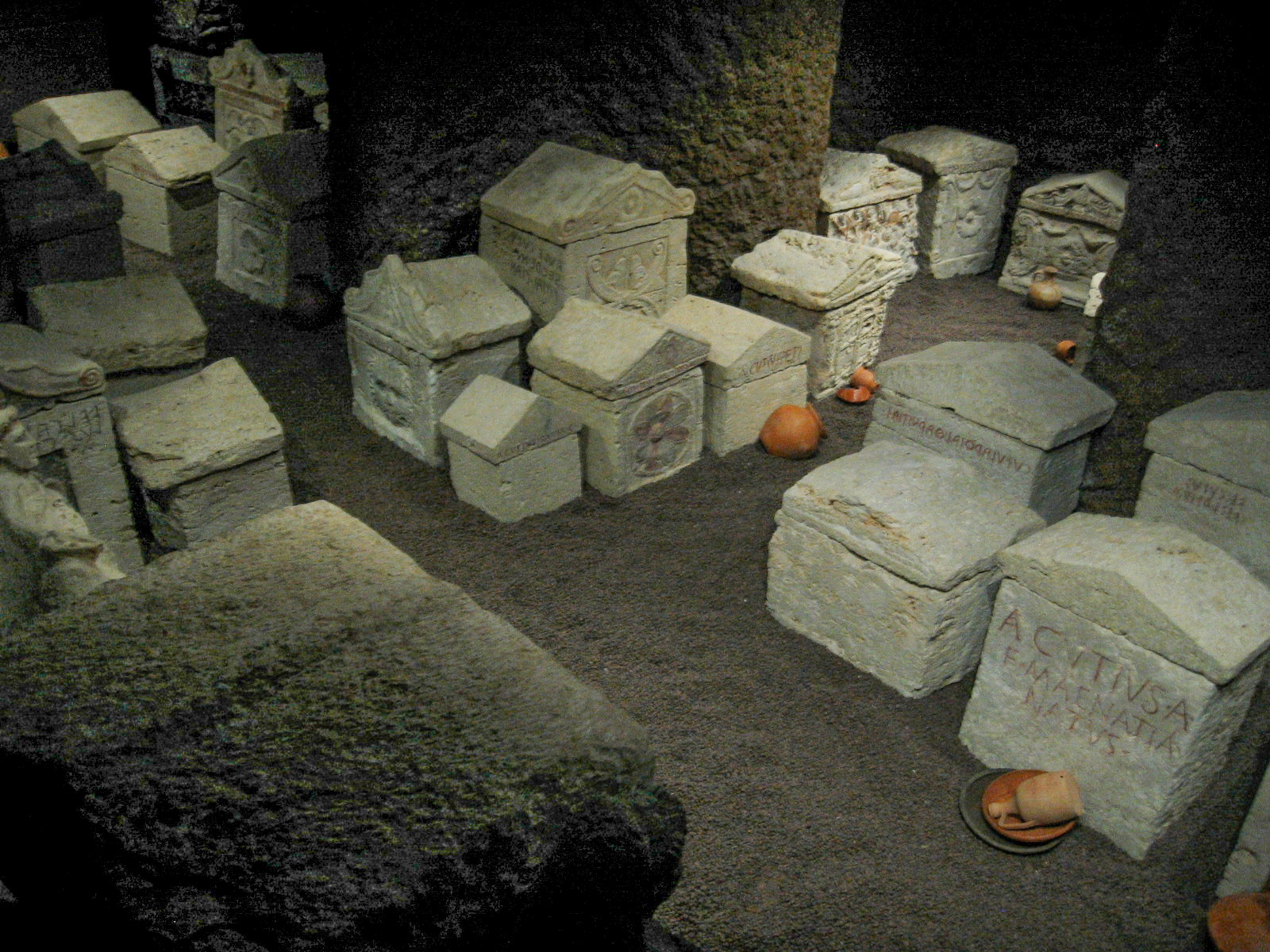
Interno di una tomba di famiglia (ricostruzione del Museo archeologico nazionale dell'Umbria, Perugia)

Tomba dipinta

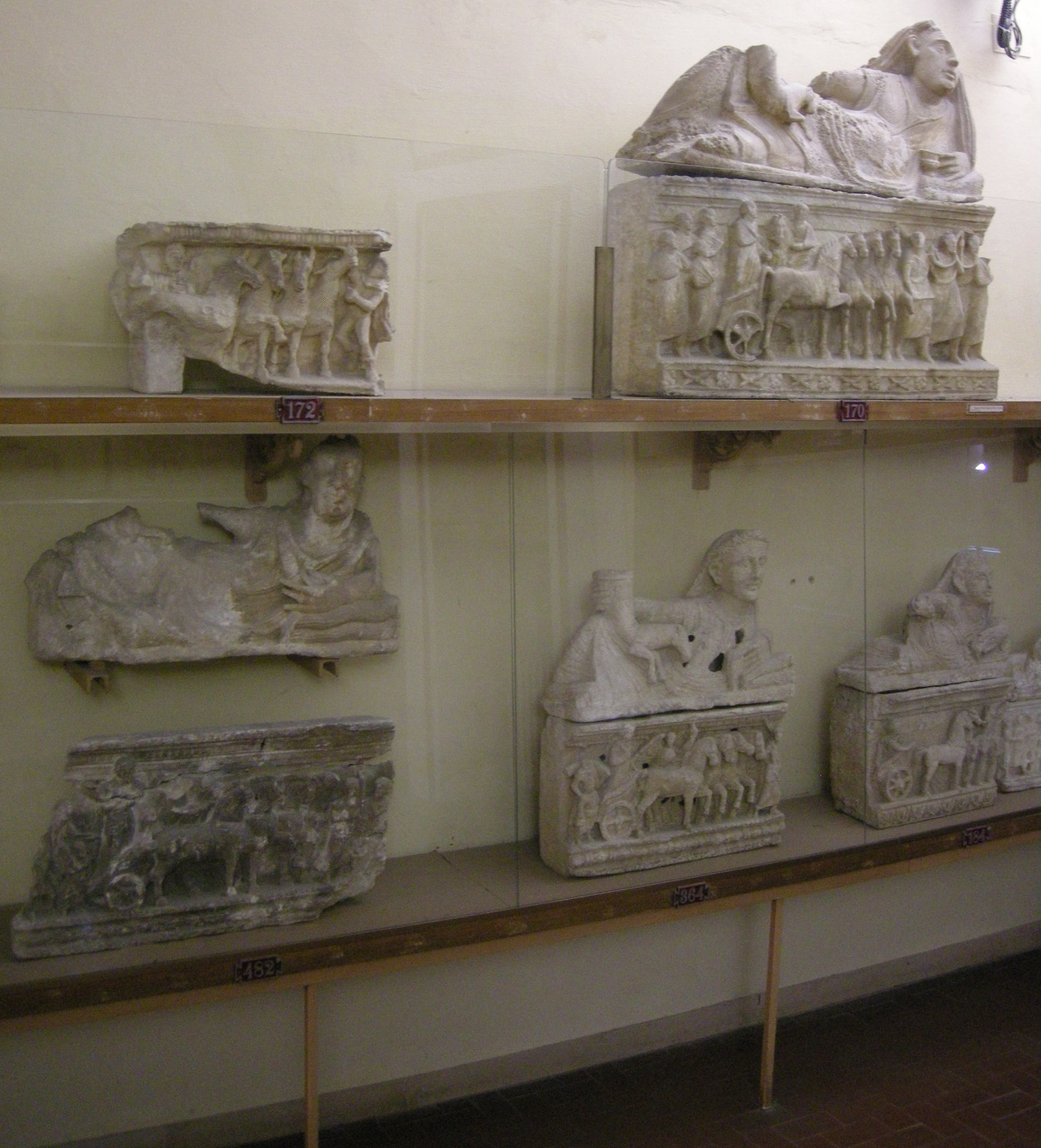
Urne cinerarie del museo Guarnacci di Volterra

Il rito funerario etrusco si è evoluto con lo sviluppo della cultura etrusca dalla fine dell'Età del Ferro al periodo romano, cioè per diversi secoli prima della nostra epoca, a partire dalla incenerimento, per poi passare alla sepoltura, e tornare alla cremazione.

## I probabili riti
Come per gli altri riti funebri, le offerte (cibo e bevande), gli oggetti familiari del defunto accompagnano il defunto sin dalle prime sepolture: nelle urne-cabine sono stati rinvenuti piccoli oggetti di metallo (gli unici rinvenuti); l'elmo del combattente, la collana della donna, adagiata sulle urne biconiche o sulle teste canopi di Chiusi (orecchino che femminilizza la testa asessuale stilizzata). La vita nell'aldilà è evocata dalle scene degli affreschi alle pareti delle tombe dipinte (tomba a volta di Monterozzi), dalla posa del banchetto semidisteso del simposio Il greco si trova espresso su questi affreschi e nei coperchi dei sarcofagi, la donna etrusca è spesso posta su un piano di parità con l'uomo e alcuni sarcofagi si uniscono a loro nella stessa tomba (Sarcofago dello Sposo ).
La sepoltura è certamente preceduta da riti ma mancano rappresentazioni e scritte (probabilmente esposizione del defunto su un letto da parata, con danze di lamenti, unzioni e baci ai defunti, poi riti di rivitalizzazione: banchetto, balli, giochi presieduti dal deceduto). L'aldilà è suggerito da una falsa porta degli Inferni etruschi in alcune tombe (Monterozzi).
Le collezioni del Museo Archeologico Nazionale di Chiusi espongono statue di antenati, seduti, che accompagnano i defunti nella loro tomba.
Alcune leggi (leges Numae 178,21), impongono regole diverse tra morti “naturali” ed “eccezionali” (prodigi); questi ultimi, come quello causato da un fulmine, vietano, a danno degli dei (Orazio, Arte poetica 470-472 commentata da Porfirio), il consueto omaggio al defunto, e il luogo della sua sepoltura (senza rituale cremazione) diventa proibito:

## Tipologia di urne funerarie etrusche
- Il urna-cabina dell'Età del Ferro, contenente l'ossario e le ceneri dei morti, assumendo la forma dell'abitazione.
- L'urna biconica villanoviana, contemporanea alla precedente, che affronta la personalizzazione dei defunti ma molto poco antropomorfa (casco, collana)
- La tomba a ziro che integra il Chiusi canopus, con il suo coperchio più antropomorfo (testa molto figurativa),
- Il sarcofago architettonico' (nella forma stilizzata di edificio (con pilastri agli angoli, copertura a due falde) destinato a sepoltura, assume poi le dimensioni naturali dell'umano.
- Il sarcofago con bassorilievi, istoriato con ai lati temi mitologici, di evidente ispirazione greca, annuncia una narrazione simbolica sulla vita e l'oltre.
- Il sarcofago figurato con il coperchio scolpito che espone i morti, anche gli sposi come banchettanti ("Sarcofago degli Sposi), nella posa del simposio greco. Gli attributi del defunto ne rivelano lo stato (volume dello studioso, modello del fegato sorretto dalla figura dell'indovino, ecc.).
- l'urna cineraria (in alabastro, da Volterra) ritorna alle dimensioni delle ceneri dei morti, ma conserva la forma precedente del sarcofago figurativo, il morto (la coppia) come banchetto.

### Per epoche
Classificazione:
cultura villanoviana
- urna-cabina,
- urna biconica,
- caduto a ziro.

Periodo orientalizzante
- caduto a ziro,
- Erba canopica di Chiusi
- tumuli,
- caduto sulla fotocamera
- caduto a tramezzo
- bucchero a cilindreto

Periodo arcaico
- bucchero a stampo
- scultura funeraria
- bassorilievo in pietra fetida
- urna cineraria

Periodo classico
- urna in marmo o alabastro,

periodo ellenistico
- urna in terracotta
- caduti a nicchiotti
- caduto a volta

## Tipologia di tombe contenenti urne
La tomba etrusca obbedisce ai numerosi riti funebri vigenti secondo i periodi della sua civiltà: dalla semplice urna cineraria interrata a quella in un pozzo, alla panca in pietra che accoglie il corpo del defunto vestito attributi della sua funzione, ai sarcofagi, in bassorilievi o figurati, tombe collettive che riuniscono i membri della stessa (nobile) famiglia, decorate con affreschi, riunendo ricchi arredi funerari.
Emergono diversi tipi di tombe, la cui denominazione è descrittiva secondo la loro forma, il loro accesso, la complessità della loro architettura.
Singole, sono "con fossa", scavate nel terreno poi chiuse da un cumulo di sassi o pozzo di sassi contenente l'urna-capanna o l'urna biconica, a ziro in un vaso contenente il canopo, posto poi nel pozzo, chiuso da un sasso in superficie.
Collettive, sono ipogee, scavate poi ricoperte da un tumulo, accolgono diverse urne di defunti della stessa comunità su panche di pietra; possono essere a edicola, a volta (con volta con pilastro centrale), a camera (simulando l'interno di una casa con il suo tetto a capanna e la trave principale della colonna ).
Raggruppate in necropoli, le tombe di famiglia costituiscono delle vere e proprie città dove il rito funebre è celebrato da notabili famiglie, la cui potenza è espressa dalla ricchezza delle decorazioni sia sui sarcofagi che sulle pareti delle tombe.

## Siti necropoli notevoli

### Principale

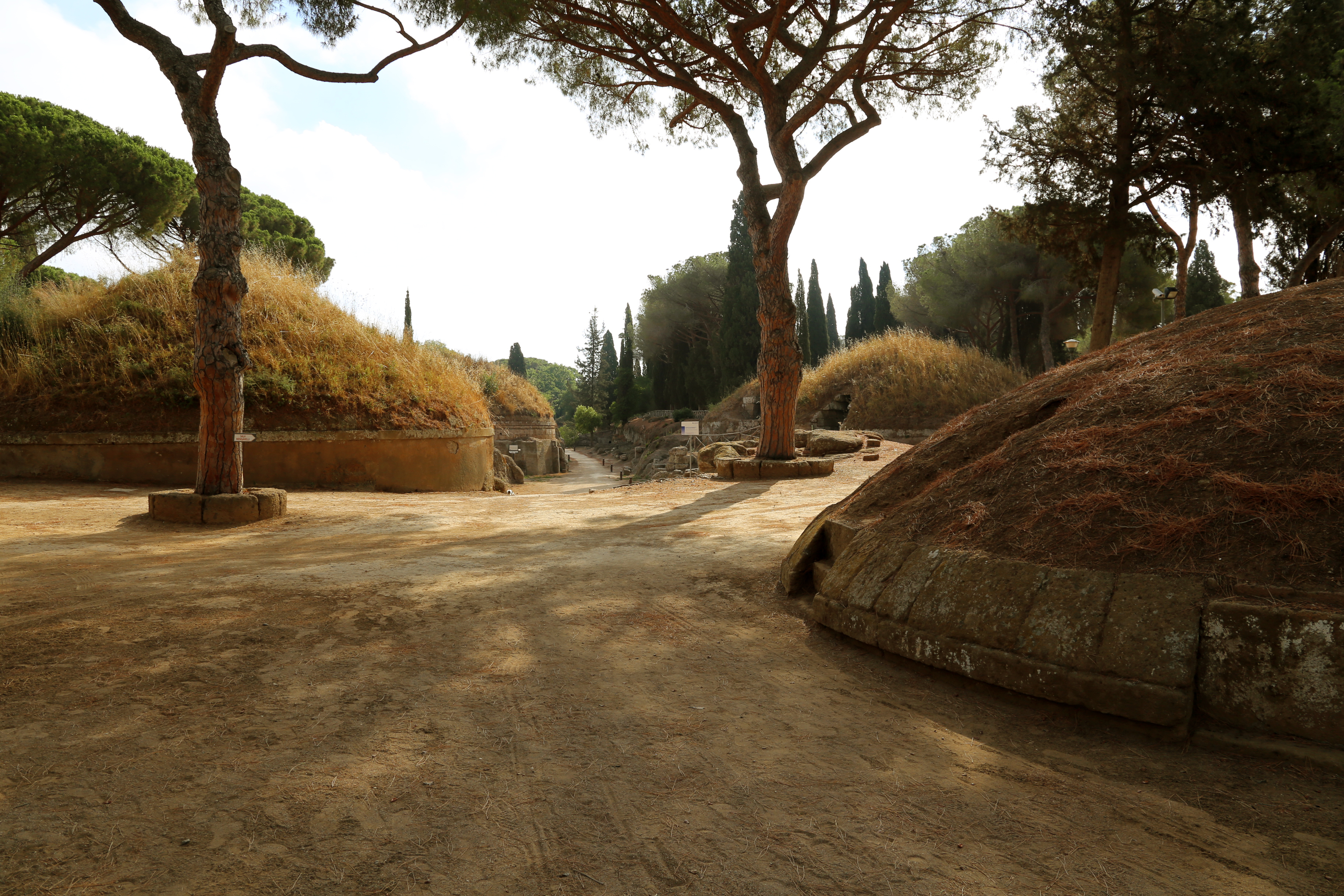
La Via degli Inferi, ingresso della necropoli della Banditazccia.

- Tarquinia: sito di Monterozzi (6000 tombe di cui 200 dipinte).
- Cerveteri: Necropoli della Banditaccia
- Manciano: Stania.
- Veio: Santuario di Portonaccio
- Castiglione della Pescaia: area archeologica di Vetulonia sulla frazione di Vetulonia.
- Orvieto: Necropoli del Crocifisso di Tufo e Necropoli di Cannicella.
- Sorano e Sovana: Area archeologica di Sovana.
- Sarteano: Necropoli di Pianacce
- il sito della Cosa Etrusca nei pressi di Orbetello: Tagliata etrusca e Spacco della regina.
- Sito di Norchia, Lazio

### Secondario
- Prato: Necropoli di Prato Rosello
- Colle di Val d'Elsa: Sito della frazione Dometaia
- Marzabotto, Emilia-Romagna: Necropoli di Kainua
- Mevaniola, Emilia-Romagna
- Tomba Morelli, Chianciano Terme